# Reprezentacja Francji w futbolu amerykańskim mężczyzn
Reprezentacja Francji w futbolu amerykańskim – reprezentuje Francję w rozgrywkach międzynarodowych w futbolu amerykańskim. Za jej funkcjonowanie odpowiedzialny jest związek FFFA.

## Osiągnięcia na Mistrzostwach Europy
- 1983: 4. miejsce
- 1985: 4. miejsce
- 1987: nie uczestniczyła
- 1989: nie uczestniczyła
- 1991: 4. miejsce
- 1993: nie zakwalifikowała się
- 1995: nie zakwalifikowała się
- 1997: nie zakwalifikowała się
- 2000: nie zakwalifikowała się
- 2001: nie zakwalifikowała się
- 2005: nie zakwalifikowała się
- 2010:  2. miejsce
- 2014:  3. miejsce
- 2018:  1. miejsce

## Osiągnięcia na Mistrzostwach świata
- 1999: nie uczestniczyła
- 2003: 4. miejsce
- 2007: 6. miejsce
- 2011: 6. miejsce
- 2015: 4. miejsce

## Osiągnięcia na World Games
- 2005:  3. miejsce
- 2017:   1. miejsce